# Thure Lindgren
Thure Lindgren, född 18 april 1921 i Jukkasjärvi i Lappland och död 2 september 2005 i Jukkasjärvi, var en svensk backhoppare som tävlade under slutet av 1940-talet och början av 1950-talet. Han representerade IFK Kiruna och IF Friska Viljor.

## Karriär
Thure Lindgren blev svensk mästare 1947. 1949 vann han backhoppstävingen i Svenska skidspelen. Lindgren tävlade vid Skid-VM 1950 i Lake Placid i USA. Där vann han silvermedaljen 6,0 poäng efter Hans Bjørnstad från Norge och 0,9 poäng före bronsvinnaren, norrmannen Arnfinn Bergmann. Lindgrens silvermedalj var Sveriges största framgång i backhoppning i VM-sammanhang sedan Tore Edman vann guldet under Skid-VM 1927.
Vid olympiska vinterspelen 1952 i Oslo i Norge, slutade Thure Lindgren på 40:e plats i backhoppningstävlingen. Han föll i första omgången då han hoppade 63,0 meter. I andra omgången hade han det tionde bästa hoppet som mätte 62,5 meter. Arnfinn Bergmann vann tävlingen före hemmafavoriten Torbjørn Falkanger och Karl Holmström från Sverige.